# 八雲町漁業協同組合
八雲町漁業協同組合（やくもちょうぎょぎょうきょうどうくみあい,英: yakumo town fishery cooperative）は、北海道二海郡八雲町にある漁業協同組合。略称は「八雲町漁協」（やくもちょうぎょきょう）。信用事業・共済事業・経済事業・購買事業・販売事業、組織指導、監査、広報活動を行っている。

## 沿革
- 1962年（昭和37年）8月1日 山越内漁業組合と八雲漁業協同組合が合併し、『八雲町漁業協同組合』を発足。
- 1963年（昭和38年）組合整備促進法の指定。貯水庫完成祝賀会を開催。
- 1965年（昭和40年）スケソウ刺網部会を結成。高潮による甚大な被害。
- 1966年（昭和41年）動力船部会を結成。
- 1967年（昭和42年）組合事務所・荷捌所を内浦町へ新築し、落成式を開催。養殖部会を結成。
- 1968年（昭和43年）漁業用無線局を開局（1W）。
- 1969年（昭和44年）のり養殖センター操業開始。優良水産業協同組合として知事が表彰。
- 1971年（昭和46年）北海道水難救済会八雲救難所を設立。海難防止のため方向探知機を無線局に導入。
- 1972年（昭和47年）漁業用無線機（1W）を追加導入し、安全操業体制の確立を図る。（町単事業）
- 1974年（昭和49年）ホタテ養殖専門部会を設立。
- 1977年（昭和52年）第1号「くみあいだより」を発行。
- 1978年（昭和53年）ホタテ貝の貝毒斃死が発生。
- 1979年（昭和54年）ホタテ貝毒による出荷停止。
- 1981年（昭和56年）燃料タンク（50㎘×2基）を設置。「新ホタテ貝養殖サイクル表」を制作し、発行。
- 1984年（昭和59年）黒岩・山崎漁港着工祝賀会を開催。共済事業の元受け制度を導入。
- 1986年（昭和61年）ユーラップさけ・ます ふ化場落成祝賀会を開催。水温の情報収集、伝達を行うため水温観測ブイ、ファクシミリ―を導入。
- 1987年（昭和62年）魚貝碑の入魂式を開催。秋サケまつりを開催。
- 1988年（昭和63年）噴火湾サケ・マス増殖事業協会を設立。山越漁港着工祝賀会の開催。燻製施設の設置。
- 1989年（平成元年）漁場管理船「やくも」が就航。
- 1990年（平成2年）「クリーンアップ海浜デー」を設け、全地区一斉に実施。第1回やくも”大漁”秋味まつりを開催。
- 1993年（平成5年）漁業用無線機（1W）を廃止し、マリーンホーンを開局。漁家経営改善のため家計簿を全漁家に配布。
- 1996年（平成8年）新上架施設を開業（リフトクレーン式）。
- 1998年（平成10年）新事務所落成。
- 2001年（平成13年）ホッキ貝漁業振興会を設立。市場計量施設落成。
- 2003年（平成15年）水産物産地供給センター落成。
- 2004年（平成16年）増資大綱の制定。
- 2006年（平成18年）組合創立45周年記念式典
- 2011年（平成23年）エビ籠漁初日海難事故により船主他2名行方不明。
- 2012年（平成24年）「浜との懇談会」を開始。
- 2013年（平成25年）1W漁業用無線施設を開局し、マリーンホーン施設を廃止。
- 2014年（平成26年）鮭節加工施設（6次化）の落成。漁業構造改革総合対策事業を開始。
- 2015年（平成27年）漁家経営支援総合対策基金（漁家経営増殖積立金）の制定。第1次中期経営計画の樹立。
- 2016年（平成28年）台風10号の影響によりホタテ養殖施設が大きな被害（激甚災害指定）。
- 2017年（平成29年）漁家経営支援総合対策基金の発動。第2次中期経営計画の樹立。ライフジャケットの全組合員無償配布。
- 2018年（平成30年）八雲町へホタテ貝斃死対策要請。漁港機能増進事業（漁港監視カメラ）設置。ホタテ貝施設強靭化事業を開始。山越方面資源づくり検討委員会を設置。
- 2019年（令和元年）夏場の稚貝斃死対策として八雲町・組合の補助によりオホーツクより購入。養殖コンブに着手。コンブ天然資源漁場造成（アルガリーフ）設置海域の調査実施。ナマコ資源増殖推進のため、種苗8万尾を購入し、放流。（平成28年度より実施）ホッキ貝資源増殖のため、14万3千個移植放流。水産流通基盤整備事業（将来的な八雲漁港施設整備の中長期計画）を開始。

## 主な水産物
- 魚類 - サケ[1]
- 海藻類 - コンブ[1]
- 貝類 - ホタテ貝[1]
- その他 - ナマコ[1]

## 事業内容
- 信用事業
- 共済事業
- 購買事業
- 販売事業
- 製氷冷凍冷蔵事業
- 加工事業
- 利用事業
- 自営事業
- 指導事業

## トピックス・地域の活性化のための取り組み
- 春のふれあい運動【6月頃】 [2]
  - この期間に漁協女性部員を中心に婦人月掛、定期、定積預金、年金等の獲得運動を推進している。
- 魚貝魂祭【8月頃】
  - 漁業者として、毎日生計の糧として浜の恩に授かり、魚貝の恵みに感謝し、その魂を組合員、役職員にて供用し、海上安全と益々の恵みを祈るものである。
- 河畔林造成の森植樹祭【11月頃】
  - 海の源である河川を守り、清流を生出すため、毎年組合員の自らの手で植樹を行っている。
- 全道漁協みな貯金運動【9月 - 10月頃】[3]
  - 期間内に定期預金を預けた人を対象に抽選でプレゼントを配布。
- やくも大漁秋味まつり【10月 - 11月頃】[4]
  - 漁協青年部、漁協女性部そして組合員全員参加のもと「大漁秋味まつり」と銘打って、一大イベントを展開している。
  - 令和元年を最後に開催していない。

## 漁港
- 八雲漁港
- 山崎漁港
- 山越漁港

## アクセス
- JR北海道函館本線八雲駅より徒歩 約23分
- 函館バス八雲開発建設部より徒歩 約7分